# Pointe du Lac (Métro Paris)
Pointe du Lac ist eine oberirdische Metrostation. Sie befindet sich südöstlich von Paris, im Vorort Créteil.
Am 20. September 2006 beschloss die STIF die Métrolinie 8 nach Pointe du Lac zu verlängern. Vorbereitende Baumaßnahmen begannen am 5. März 2007.
Ein Überwerfungsbauwerk über die Schnellstraße Voie rapide 1 in Créteil musste gebaut werden. Dieses ist 80 m lang sowie 8,20 m breit und kostete 83 Millionen Euro.
Die Station wurde am 8. Oktober 2011 in Betrieb genommen und ist seitdem der neue östliche Endpunkt der Métrolinie 8. Sie befindet sich 1,3 km südlich der alten Endstation Créteil – Préfecture. Die Haltestelle bedient das Stadion Stade Dominique-Duvauchelle des Fußballvereins US Créteil und das zentrale Geschäftsviertel Europarc. Gleichzeitig wurde eine neue Buslinie geschaffen, welche die Bahnhöfe Sucy-Bonneuil (RER A) in Sucy-en-Brie und Créteil-Pompadour (RER D) verbindet.
Unter dem Kunstnamen Téléval (Zusammenziehung aus Téléphérique und Val-de-Marne) oder dem Namen "Cabel1" soll eine Seilbahn als Verlängerung der bestehenden Métrolinie 8 gebaut werden. Die Seilbahn erhielt den Zuschlag gegenüber erdgebundenen Verkehrsmitteln wie z. B. die Straßenbahn, weil in diesem Fall aufwändige Kunstbauten (Brücken bzw. Tunnels) erforderlich wären, um mehrere Eisenbahnlinien (darunter die Ligne de la grande ceinture de Paris) und die Route nationale 406 zu über- bzw. unterqueren. Laut ursprünglicher Planung sollte der Bau zwischen 2020 und 2022 stattfinden, später von 2024 bis 2026.